# Port lotniczy Morelia
Port lotniczy Morelia (IATA: MLM, ICAO: MMMM) – międzynarodowy port lotniczy położony 27 km od miasta Morelia, w stanie Michoacán, w Meksyku.